# Gisela von Schlüsselberg

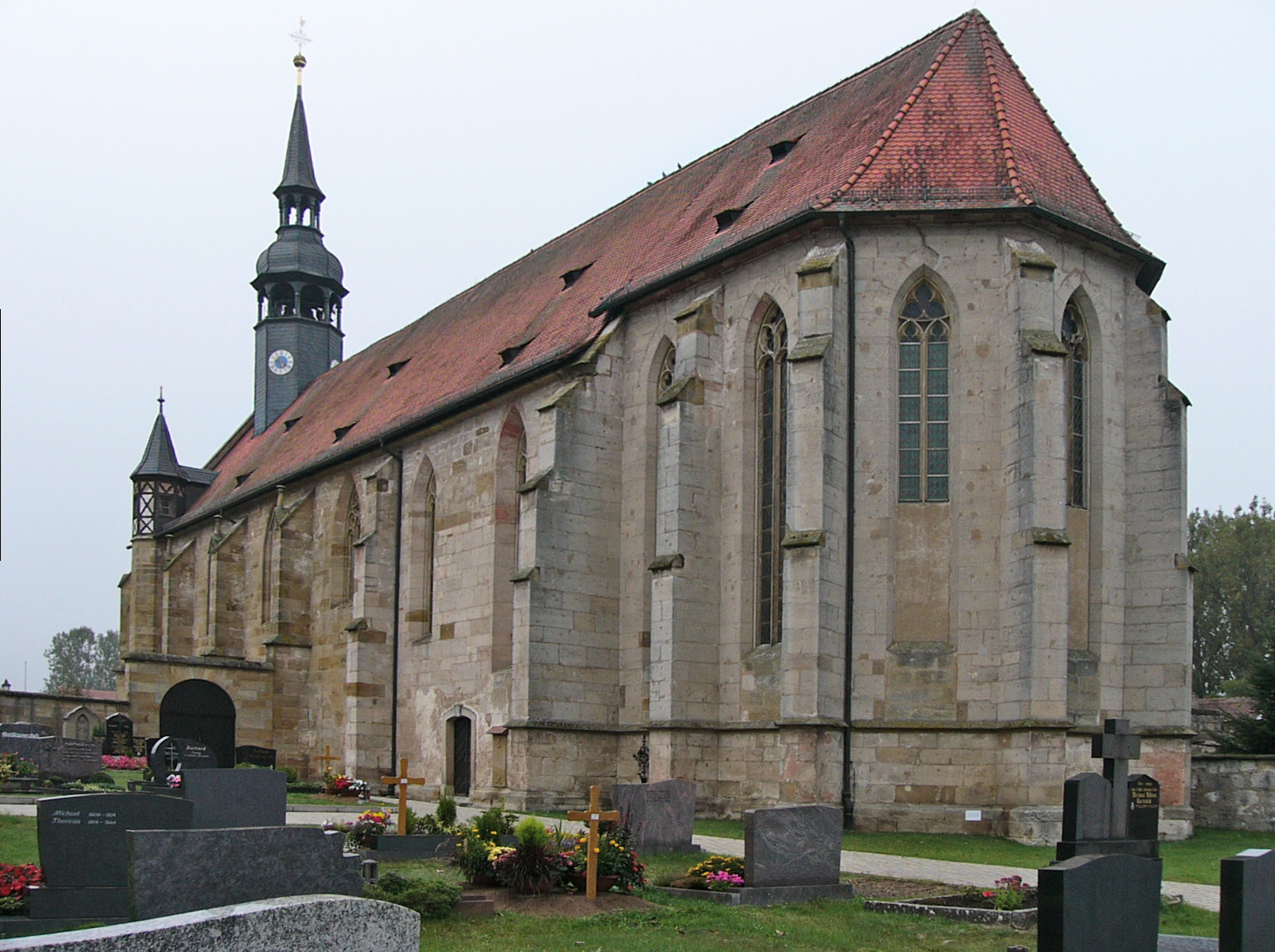
Kloster Schlüsselau: gegründet von Eberhard IV. von Schlüsselberg und seinen Söhnen Konrad I. und Gottfried von Schlüsselberg

Gisela von Schlüsselberg († 1308) war die erste Äbtissin des 1280 gegründeten Klosters Schlüsselau in der Erzdiözese Bamberg.

## Herkunft
Gisela entstammte der hochadeligen Familie von Schlüsselberg, zuvor von Greifenstein. Sie war eine Tochter von Eberhard IV. von Greifenstein-Schlüsselberg († 1283) und Elisabeth von Hohenzollern-Nürnberg. Eberhard stiftete 1280 zusammen mit seinen Söhnen Gottfried von Schlüsselberg und Konrad I. von Schlüsselberg das Kloster Schlüsselau als Hauskloster und Grablege seines Geschlechtes und setzte seine Tochter Gisela als erste Äbtissin ein. Sie gehörte zuvor dem Zisterzienserinnen-Konvent des Klosters Mariaburghausen an, weshalb man vermutet, dass von dort auch die ersten Nonnen kamen.